# Район Песчаных улиц

Территория, отводимая под застройку района Песчаных улиц согласно плану 1957 года.

Район Песчаных улиц (Песчаные улицы) — один из первых районов массового жилищного строительства в Москве. Включает в себя кварталы многоэтажных жилых домов вдоль улиц Новопесчаная, Куусинена и Левитана. Входит в состав современных районов Сокол и Хорошёвский Северного административного округа. Местность, на которой развернулось строительство района, ранее относилась к бывшему подмосковному селу Всехсвятскому и к Ходынскому полю. Основная магистраль района, Новопесчаная улица, переходящая в улицу Куусинена, соединяет Ленинградский проспект с Хорошёвским шоссе. Строительство велось с 1948 года до конца 1950-х годов. Всего на территории почти в 300 га было построено более 100 зданий площадью около 400 тыс. м². Застройка района велась бригадой архитекторов в составе Н. А. Швеца, А. В. Болонова, М. Л. Зильберглейта, Г. А. Андреева, инженеров А. Н. Дорохова и Л. Ф. Бренкевича под руководством архитектора З. М. Розенфельда. Генеральный план застройки разработал архитектор П. В. Помазанов. Строительство велось быстрыми темпами с применением индустриальных методов. В архитектуре зданий были использованы различные декоративные элементы. Некоторые здания района Песчаных улиц включены в реестр культурного наследия города Москвы как ценные градоформирующие объекты.

## Название

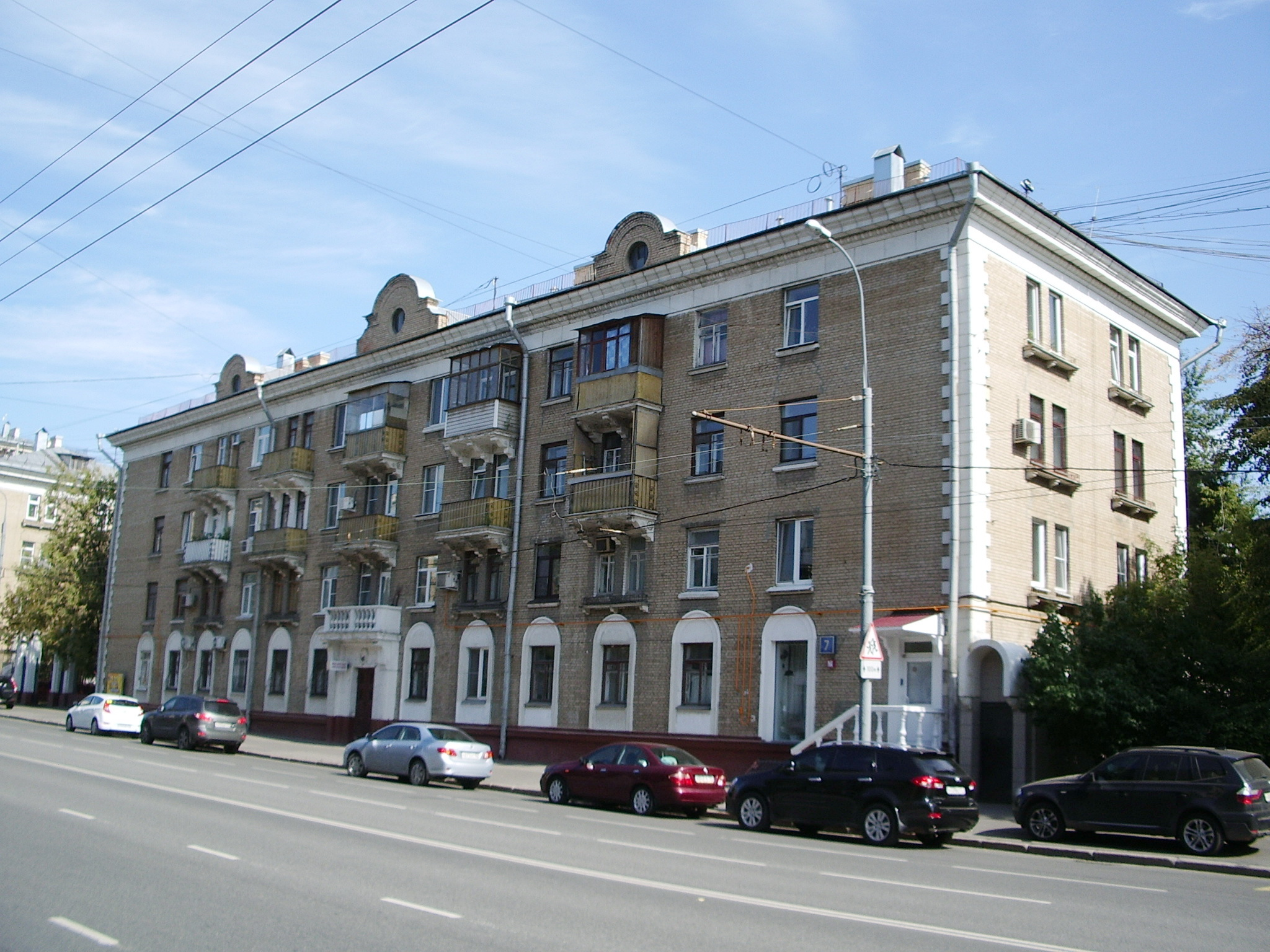
Новопесчаная ул, д. 7

Название района связано с песчаным характером грунта. Ранее в селе Всехсвятском уже существовали Песчаная улица, Большой и Малый Песчаные переулки, а также 1-й, 2-й, 3-й, 4-й и 5-й Песчаные переулки. Первые улицы нового жилого района также получили названия, связанные с песком: Новопесчаная улица, 1-я, 2-я, 3-я, 5-я и 7-я Песчаные, Песчаная площадь. В 1960—1980-х годах часть улиц района была переименована в честь зарубежных коммунистических деятелей: Вальтера Ульбрихта, Луиджи Лонго, Георгиу-Дежа, Сальвадора Альенде, а также партийного функционера Отто Куусинена и советского разведчика Рихарда Зорге. В 2017 году появилась площадь Фиделя Кастро.

## История
Первые жилые дома на нынешней Новопесчаной улице появились еще до войны: это два многоэтажных дома в стиле сталинский ампир, находящиеся на пересечении улицы с Ленинградским проспектом. Однако массовая застройка района началась в послевоенные годы.

### Первая очередь застройки (1948—1949)

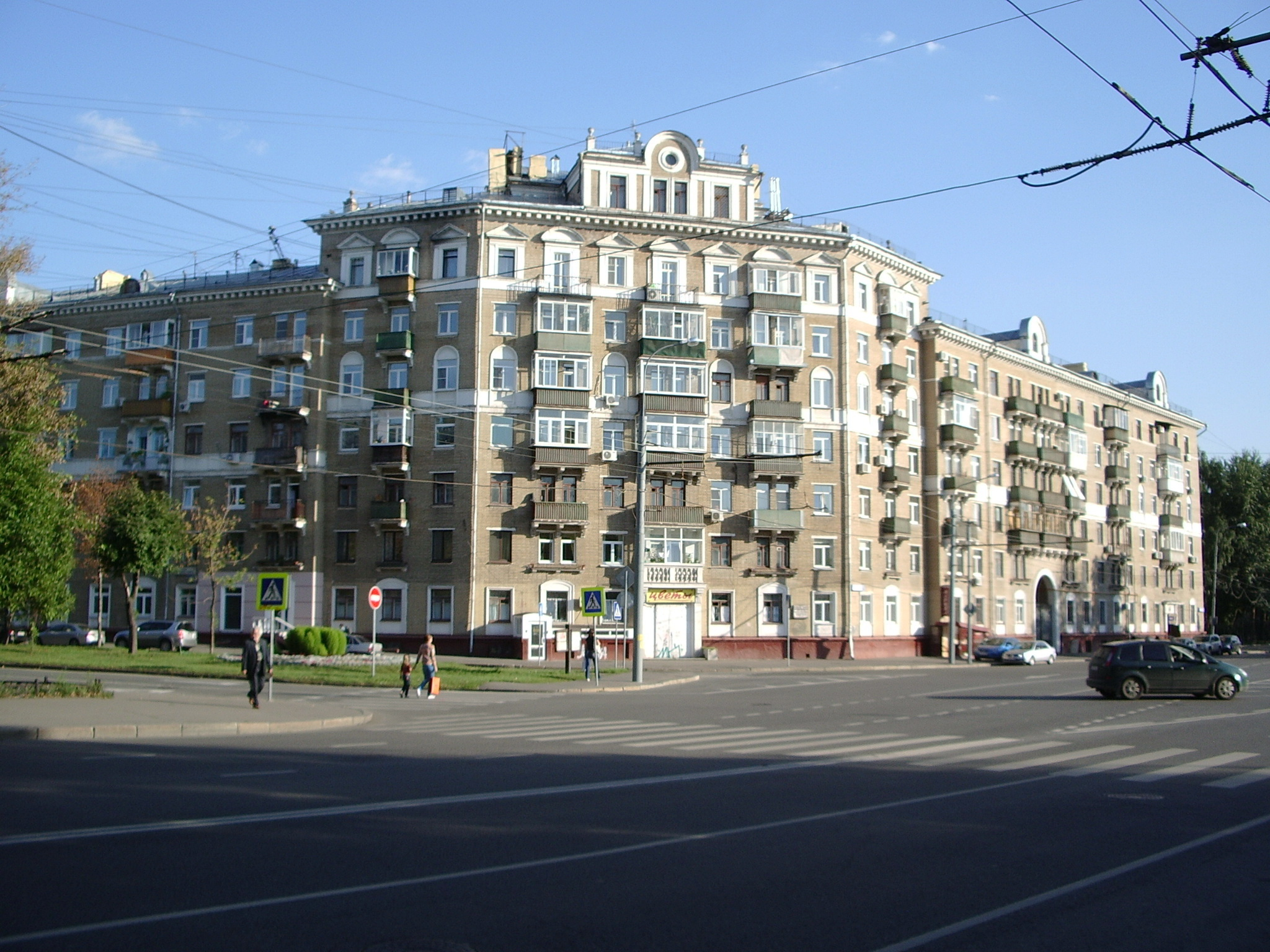
Новопесчаная ул, д. 13

Строительство первой очереди района Песчаных улиц было начато в 1948 году. Главной магистралью района являлась Новопесчаная улица, её застройка началась от пересечения с Ленинградским проспектом. Авторами проектов зданий первой очереди были архитекторы В. С. Андреев, В. П. Сергеев и другие. Были сооружены 7 домов (14 корпусов), расположенные вдоль Новопесчаной улицы до пересечения с 1-й Песчаной (ныне улица Луиджи Лонго). Из них 8 четырёхэтажных корпусов имели по 35 квартир, и 6 пятиэтажных корпусов имели по 44 квартиры в каждом. Эти дома имели одно-, двух- и трёхкомнатные квартиры однотипной планировки. Межэтажные перекрытия состоят из железобетонных плит; перегородки из гипсовых плит или шлаковых камней. Фасады домов облицованы белым силикатным кирпичом. Дома первой очереди имеют относительно скромные типовые архитектурные украшения. Углы домов покрыты белыми бетонными блоками в виде рустов, оконные проёмы первого этажа обрамлены бетонными наличниками.
Восемь четырёхэтажных корпусов (дома № 4, 5, 6, 7, 9) имеют объём около 80 000 м³. Угловые дома № 8 и 11, расположенные у пересечения с улицей Луиджи Лонго, состоят каждый из трёх типовых корпусов. Их общий объём тоже 80 000 м³. Эти дома имеют мансардные этажи, а их центральные секции приподняты. Благодаря таким архитектурным приёмам угловые дома вносят разнообразие в застройку.
Бетонные детали и декоративные украшения изготавливали на заводе, а на стройплощадке осуществляли только их сборку. Благодаря этому строительство шло очень высокими темпами: 4-этажный дом возводился за 96, а 5-этажный — за 120 рабочих дней. К 1949 году все здания первой очереди были уже построены.

### Вторая очередь застройки (1949—1951)

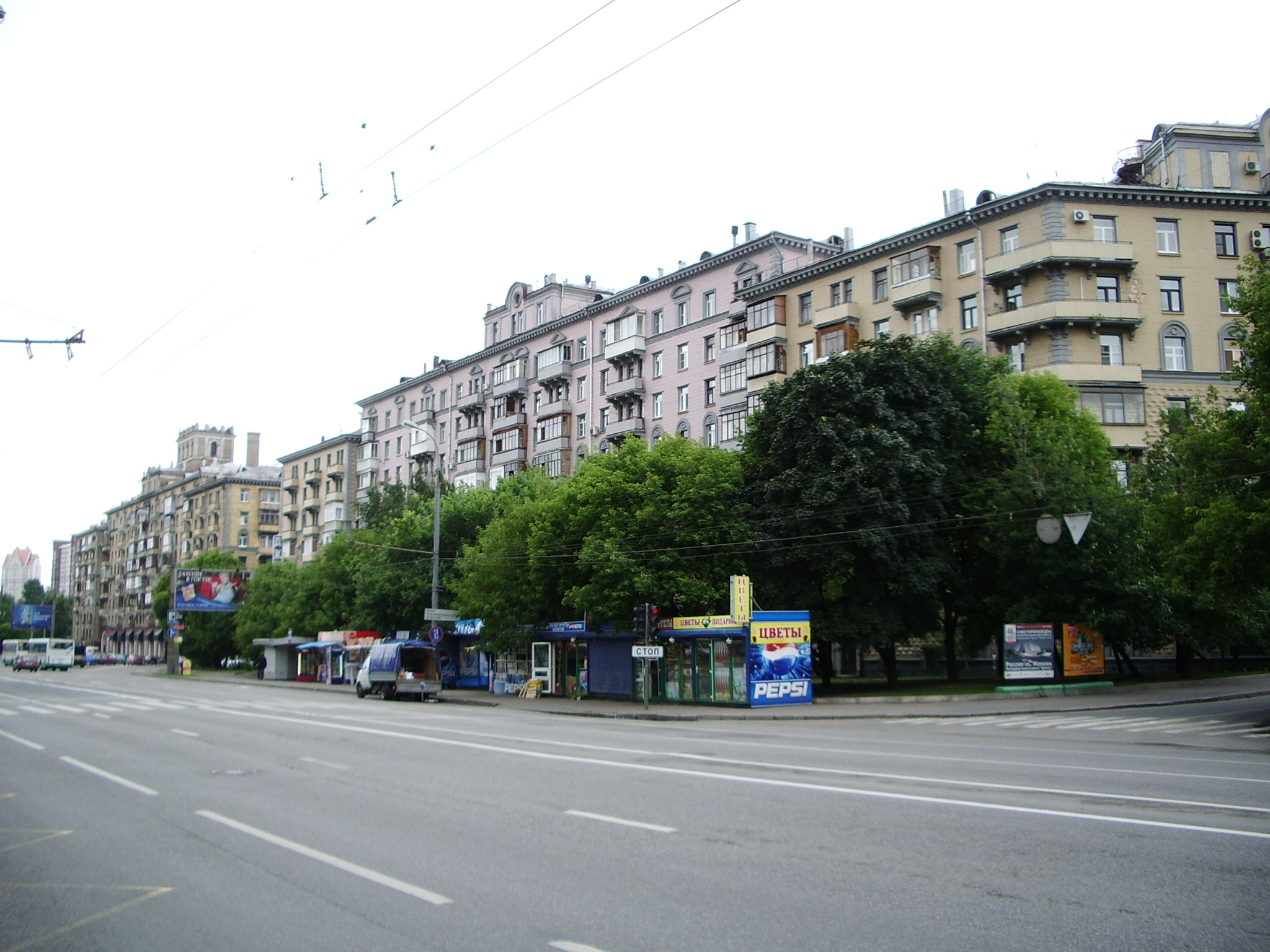
Ул. Алабяна, д. 10 и 12

Застройка второй очереди района Песчаных улиц началась летом 1949 года. Она охватывала 9 зданий (27 корпусов), расположенных в квартале между Новопесчаной улицей, 1-й и 2-й Песчаными улицами и Чапаевским переулком. Дома второй очереди отличаются повышенной этажностью 6—8 этажей, благодаря чему достигалась экономия территории. Авторами проектов зданий второй очереди были архитекторы 3. М. Розенфельд, Н. А. Швец, А. В. Болонов и другие. Дома второй очереди имеют большее количество типовых декоративных элементов. В то же время продолжали активно использоваться детали, разработанные для домов первой очереди.
Из домов второй очереди на Новопесчаную улицу выходят № 13, 15 и 17. Боковые корпуса дома № 13 шестиэтажные, а центральная его часть повышена до семи этажей и имеет мезонин. Многие дома второй очереди первоначально имели декоративные балюстрады (впоследствии демонтированные из соображений безопасности). Четырёхэтажное здание школы № 1384 (ранее № 144; Новопесчаная ул., д.15) построено по типовому проекту архитектора Л. А. Степановой. Дом № 17 состоит из двух боковых шестиэтажных корпусов и семиэтажного среднего. В местах примыкания боковых корпусов устроены арки. Стены дома облицованы силикатным кирпичом, окна первого этажа обрамлены бетонными наличниками.

### Третья и последующие очереди застройки (1950—1955)

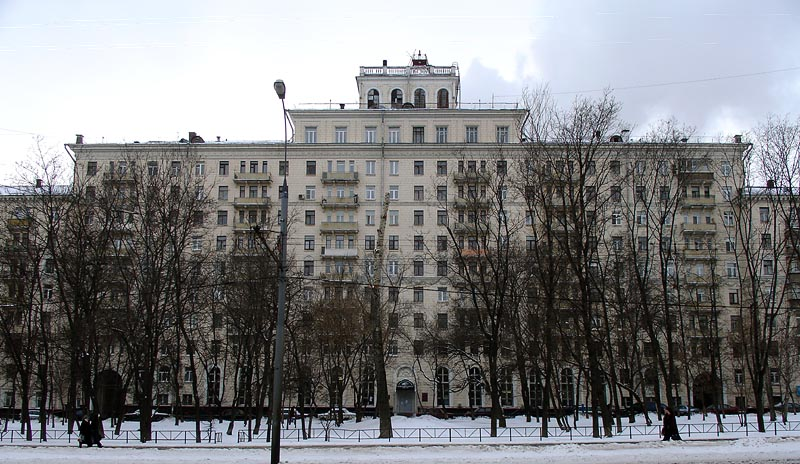
ул. Куусинена, д. 17

Дома третьей очереди застройки района Песчаных улиц по архитектуре во многом схожи с домами второй очереди. Они имеют 6—9 этажей, большее количество декоративных элементов и улучшенную внутреннюю отделку. Застройка крупного квартала между 2-й и 3-й Песчаными улицами была начата в 1950 году, были применены целиком индустриальные методы строительства. Примерно в то же время началась застройка кварталов к западу от Новопесчаной улицы до Окружной железной дороги. В составе третьей очереди помимо жилых домов были построены две школы (№ 162 и № 1251). В период с 1950 по 1953 год на треугольном участке площадью 7,3 га между улицами Алабяна, Левитана и Окружной железной дорогой в том же архитектурном стиле было построено 17 жилых корпусов высотой 7-8 этажей. Авторы проектов: 3. М. Розенфельд, Н. А. Швец и А. В. Болонов. За счёт использования поточно-скоростных методов, каждый дом строился строились в течение 6—7 месяцев. Почти все элементы домов, за исключением кирпичной кладки и фундамента, были заводского изготовления.
Ряд домов третьей очереди помимо железобетонных перекрытий имеют сборный железобетонный каркас. Самонесущие стены домов состоят из пустотелых керамических блоков. Облицовка внутренних стен этих так называемых «каркасно-керамических домов» из гипсовых плит. Фасады отделаны семищелевыми керамическими блоками: гранёными в нижней части фасада и гладкими в верхней (которые в дальнейшем нередко отваливались). При этом керамическую облицовку имеют как правило только главный и боковые фасады. Дворовые же фасады облицованы силикатным кирпичом.
Первые этажи многих домов третьей очереди нежилые и предназначены для различных организаций: магазинов, отделений банка, ателье, предприятий комбинатов быстрого обслуживания, детских садов и других. На первом этаже дома № 1 по улице Сальвадора Альенде разместился детский кинотеатр «Дружба» (ныне не действует), а в доме 25/23 по Новопесчаной — почтовое отделение 125252. Самыми высокими из домов, построенных в 1951—1953 годах, являются дом № 23 по Новопесчаной улице и дом № 12 по улице Алабяна. Центральные секции этих домов имеют 9 этажей, включая мансардный. На крыше обоих домов сделана надстройка, в которой предполагалось разместить мастерскую художников.
В 1954 году на месте оврага реки Ходынки был устроен сквер на 2-й Песчаной улице, площадью 3,5 га. В центральной части сквера находится каштановая аллея. У входа в сквер расположен фонтан «Песчаный» («Георгиу Деж»).

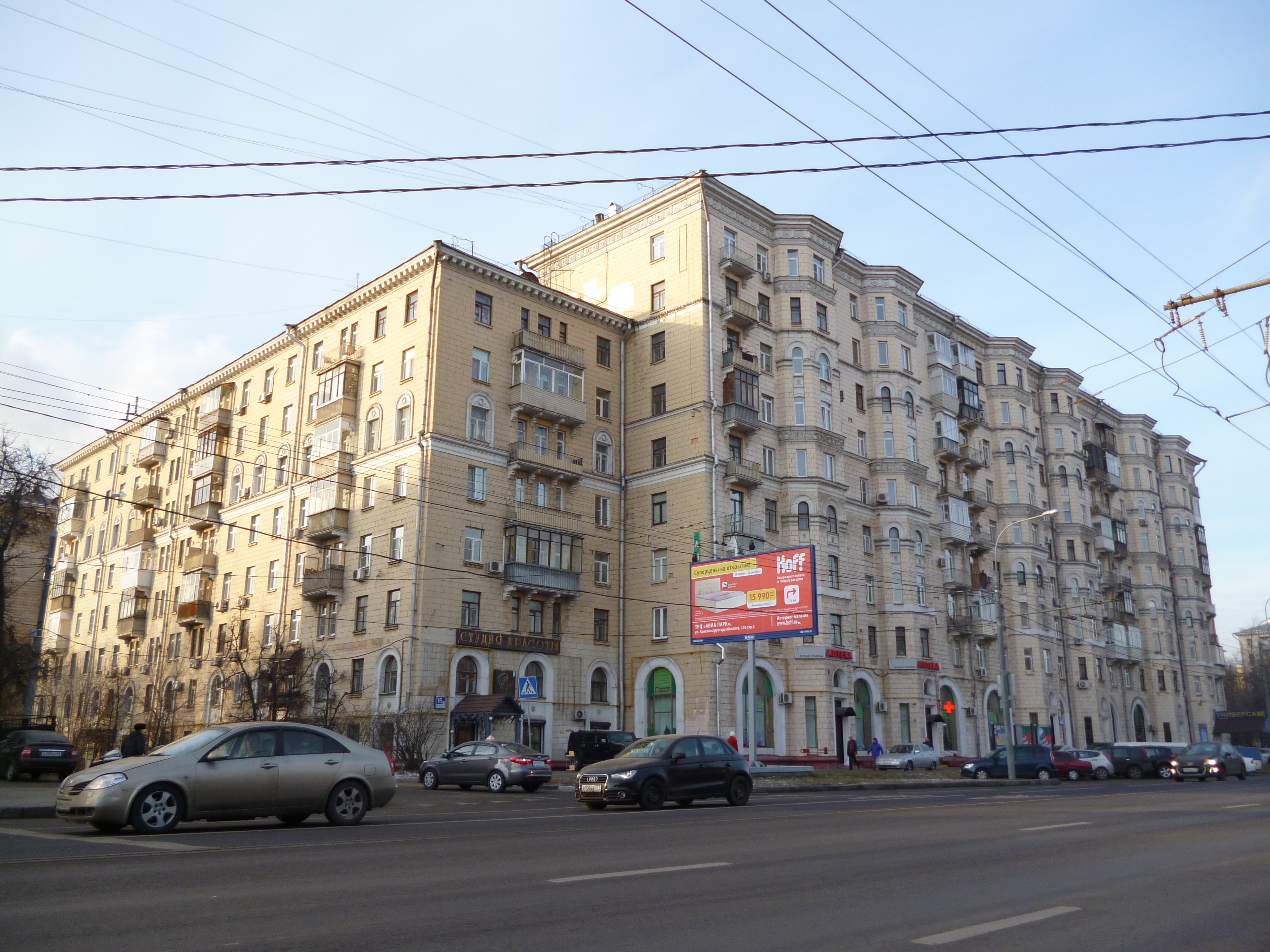
Ул. Куусинена, д. 15

С 1954 года строительство развернулось южнее Песчаной площади между нынешними улицами Куусинена и Зорге (тогда 1-й и 2-й Хорошёвскими улицами). Это кварталы первое время относились к Новопесчаной улице. Последними зданиями, построенными здесь в «сталинском стиле» мастерской З. М. Розенфельда, являются жилые дома № 15, 17 и 19 по улице Куусинена и № 14, 16 и 18 по улице Зорге, образующие квартал № 6 Песчаных улиц. Квартал включает в себя 16 жилых корпусов высотой 7—10 этажей на 1500 квартир общей площадью 55 тыс. м². Корпуса 6-го квартала составляют симметричную композицию. Дома облицованы керамическими блоками. Центральный корпус № 17 имеет 10 этажей, его фасад выходит на улицу Куусинена. Этот корпус отодвинут вглубь от красной линии улицы, перед ним образован хорошо озеленённый курдонёр с фонтаном. Фасады девятиэтажных боковых корпусов № 15 и № 19 выделяются эркерами. Южнее по типовым проектам Л. А. Степановой и Ю-1 построены два кирпичных пятиэтажных школьных здания с общим двором (д. 12 по ул. Зорге и д. 13 по ул. Куусинена соответственно).

### Хрущёвский период (1954—1960)

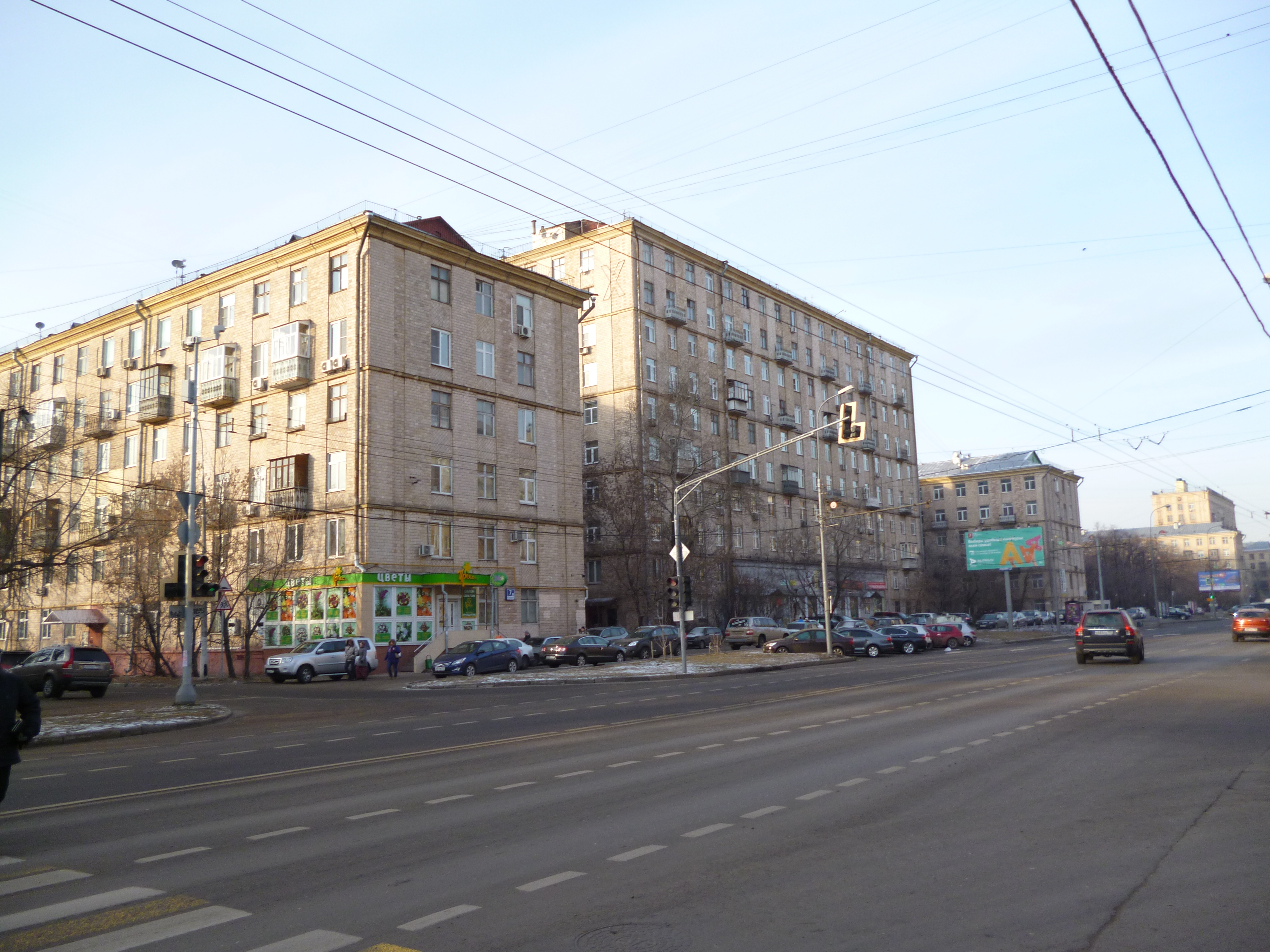
ул. Куусинена, д. 7

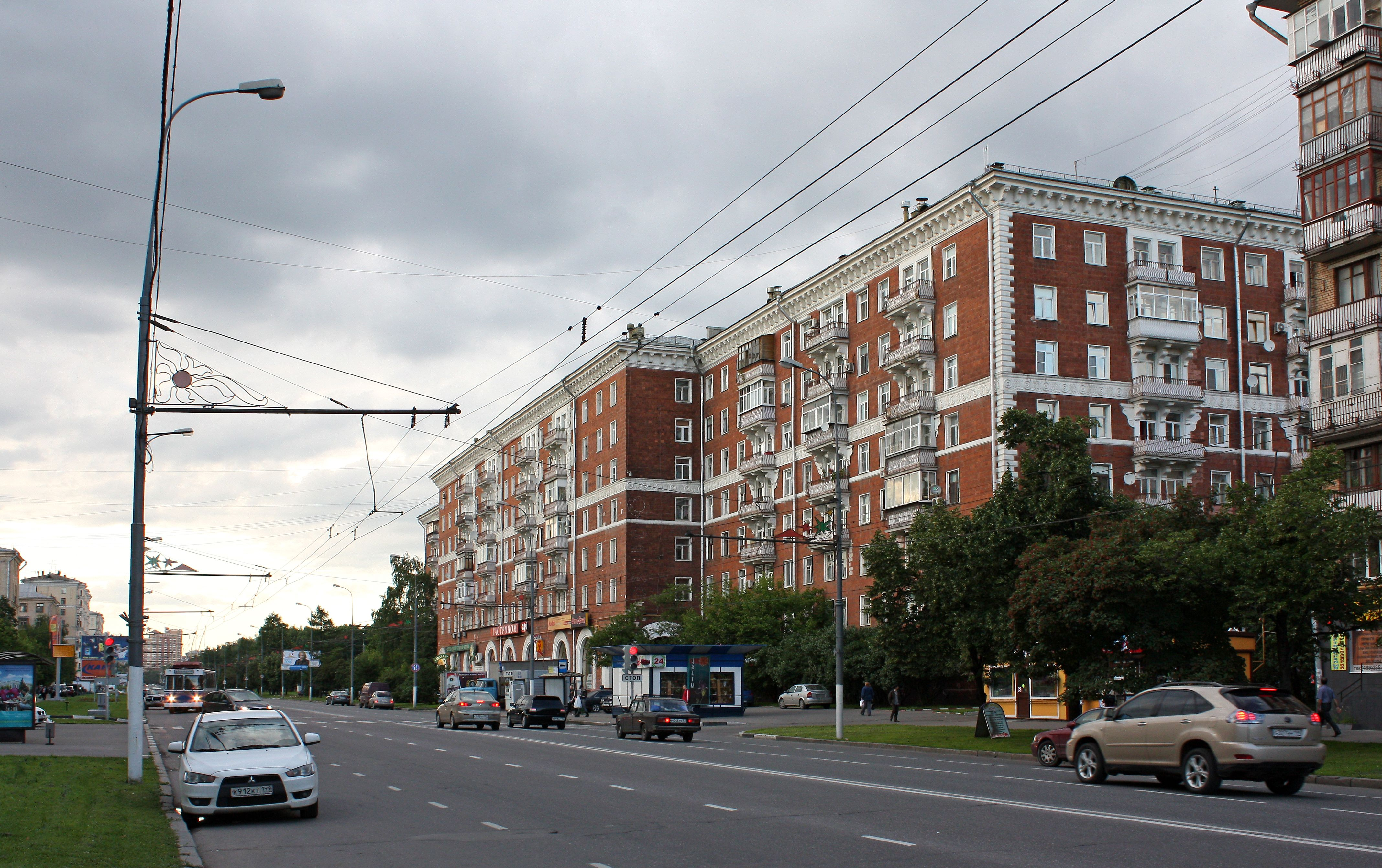
ул. Куусинена, д. 8. «Красный дом»

Следующие кварталы улицы Куусинена строили уже другие архитекторы, и здания имеют меньшее количество декоративных элементов. Квартал № 7, включающий дома № 7, 9 и 11 по улице Куусинена и № 6 и 10 по улице Зорге имеет симметричную застройку схожую предыдущим кварталом. Он построен в 1954—1957 годах архитекторами М. В. Посохиным, А. А. Мндоянцем, Р. А. Олиховым, инженерами В. П. Лагутенко и С. Я. Школьниковым, конструктором А. А. Бартошевичем. Каждое из пяти зданий имеет 228 квартир, общая площадь корпусов составляет 50 тыс. м². Это одни из первых каркасно-панельных домов, конструкции из сборного железобетона заводского изготовления. Каждый из домов имеет каркас из колонн и ригелей прямоугольного сечения и стены из самонесущих панелей весом около 4 тонн. Перекрытия из многопустотных панелей. Лёгкие навесные стены завершаются классическим карнизом.
Каждый из домов 7-го квартала состоит из нескольких корпусов. Средний 10-этажный корпус соединяется с двумя 6-этажными корпусами несколько отодвинутыми вглубь. По бокам располагаются ещё два 6-этажных корпуса, поставленные перпендикулярно центральному, образуя зелёный курдонёр. Каждый из 10-этажный корпусов имеет плоскую железобетонную крышу, а 6-этажные — стальную, по деревянным стропилам. Дома имеют керамическую облицовку. Благодаря различной компоновке керамических плиток, каждый из домов имеет индивидуальный рисунок. 7-й квартал отличается просторными зелёными дворами с детскими и спортивными площадками.
Восьмиэтажные дом № 1 по улице Куусинена, № 2 по улице Зорге, №№ 88, 90 и 92 по Хорошёвскому шоссе построены в 1957-1959 годах и имеют крупноблочную конструкцию (серия II-04). На чётной стороне улицы Куусинена в 1956—1960 годах построены кирпичные дома: № 2 и № 4 имеют пять этажей (серия II-05), а № 6 — восемь этажей. Дом № 8, построенный в 1956 году, отличается большим количеством декоративных элементов в виде шишек, сосновых и дубовых веток. Он относится к серии так называемых «красных домов» (II-02), их ранее возводили в 13-м квартале Юго-Западного района.
К концу 1950-х годов на чётной стороне Новопесчаной улицы был благоустроен районный парк. В нём в январе 1959 года был открыт широкоэкранный кинотеатр «Ленинград», построенный по типовому проекту архитекторов Е. И. Гильмана, Ф. А. Новикова, И. А. Покровского и инженера М. Б. Кривицкого. Облицовка здания красным и белым кирпичом образует сетчатый рисунок, напоминающий орнамент Дворца дожей в Венеции.

### Нереализованные планы

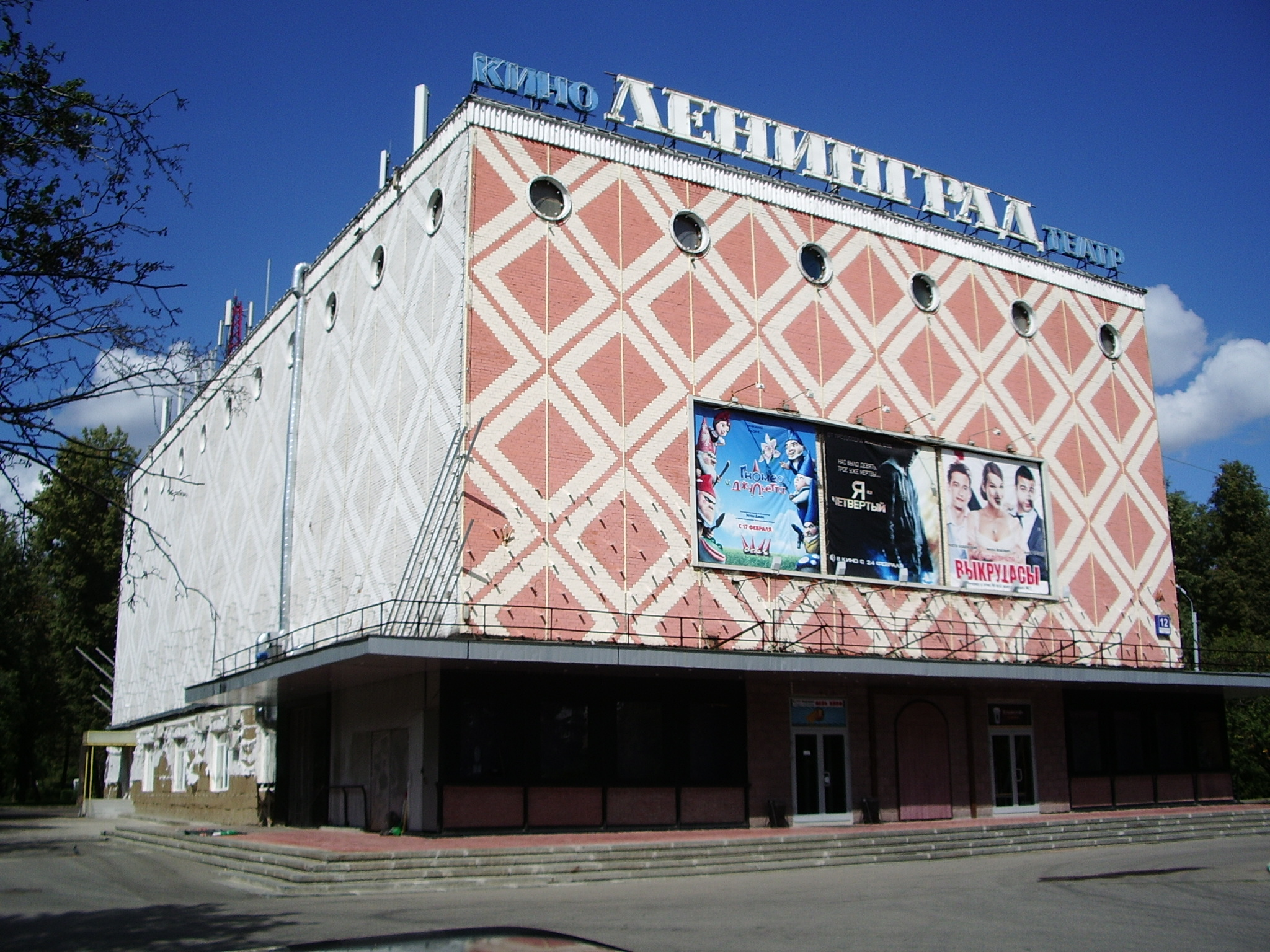
Кинотеатр «Ленинград»

Планы застройки района Песчаных улиц не были полностью реализованы. Незастроенными оказались несколько кварталов в северной части улицы Куусинена (сейчас на этом месте гаражи), в связи с чем не был полностью завершён архитектурный ансамбль Песчаной площади. План 1957 года предусматривал продление улицы Куусинена на север до соединения с улицей Алабяна. Предполагалось, что застройка кварталов между улицами Алабяна, Сальвадора Альенде и Песчаным переулком будет осуществляться в едином архитектурном стиле. Позднее планы поменялись, эти кварталы были застроены в 1960—1970-х годах преимущественно типовыми сериями домов. Не был до конца завершён сквер на 2-й Песчаной улице. Сейчас он фактически завершается тупиком и гаражами. Согласно планам второй половины 1950-х годов бульвар должен был выходить к большому парку, устроенному на Ходынском поле, а его конец предполагалось соединить с улицей Викторенко. 3-ю Песчаную улицу предполагалось продлить на запад до Октябрьского поля. У её пересечения с улицей Зорге планировалось построить рынок.